# 黃池之會
黄池会盟是周朝春秋時代之一場盟會，發生於周敬王三十八年、吳王夫差十四年春（前482年），在今河南省封丘縣西南方11.3公里處壩台村東邊。今僅存古黃池碑。
鲁国国主鲁哀公，晋国国主晋定公在黄池约会吳王夫差，举行会盟大典。夫差异常兴奋，因为鲁国与晋国都是老牌诸侯国，在诸侯国中颇有影响，如今对方邀请自己会盟，大有裨益於吴国在诸侯心目中之地位。于是调集全国可用之精兵，甲胄鲜明浩浩蕩蕩地朝黃池出发。 
越王勾践得知消息后，秘密在吴越边境集结了三万精兵，准备乘吴军精锐尽出，姑苏只剩老弱残兵之际，以迅雷不及掩耳之势一举攻进吴国国都。
《東周列國志》描述晉國提出吳國先歃的明確條件：吳必須去王號，稱公。於是吳王夫差去王號改稱「吳公」，主盟黃池大會。吳王夫差与鲁哀公、晋定公，并排站在封禅台上，检阅三军，吴军精锐尽出，声势壮大，夫差所到之处，三军将士必齐声鼓噪。鲁、晋二公深畏服之。夫差志得意满。又与二公围猎，颇多斩获。二公赞曰：「真上马可治军，下马可治国之君也。」夫差听到他一生中对于自己最高的评价，顿时有飞升的感觉一般，腾云驾雾。两个月后，夫差帅大军回到吴国，姑苏城已空无一人。